# Kansas City (Missouri)
Kansas City (IPA: [ˈkænzəs ˈsɪti]) az Amerikai Egyesült Államokban található Missouri állam legnagyobb városa. A területe 820 km², mely lefedi Jackson, Clay, Cass és Platte megyék területének egy részét. A város a Kansas City városi terület (Kansas City Metropolitan Area) központját képezi, mely a második legnagyobb Missouriban. 2006-ban a város becsült lakossága 447 306 fő volt, agglomerációjával együtt közel kétmilliós lakossága volt.
A város jól ismert a jazz és blues zenei stílusról és a gasztronómiájáról.

## Földrajz
A Missouri és a Kansas folyók összefolyásánál fekszik Missouri állam nyugati határán. Nyugati szomszédja a Kansas folyón túli, azonos nevű Kansas City Kansas államban.

### Éghajlata
| Hónap                         | Jan.  | Feb.  | Már.  | Ápr. | Máj. | Jún. | Júl. | Aug. | Szep. | Okt. | Nov.  | Dec.  | Év    |
| ----------------------------- | ----- | ----- | ----- | ---- | ---- | ---- | ---- | ---- | ----- | ---- | ----- | ----- | ----- |
| Rekord max. hőmérséklet (°C)  | 24,0  | 28,0  | 32,0  | 34,0 | 39,0 | 42,0 | 44,0 | 45,0 | 43,0  | 36,0 | 37,0  | 28,0  | 45,0  |
| Átlagos max. hőmérséklet (°C) | 4,2   | 7,0   | 13,4  | 19,3 | 24,4 | 29,4 | 32,3 | 31,4 | 26,7  | 19,9 | 12,3  | 5,4   | 18,9  |
| Átlagos min. hőmérséklet (°C) | −5,3  | −3,2  | 2,1   | 8,1  | 13,9 | 19,3 | 22,2 | 21,2 | 15,8  | 9,4  | 2,6   | −3,6  | 8,6   |
| Rekord min. hőmérséklet (°C)  | −26,0 | −25,0 | −19,0 | −9,0 | 0,0  | 7,0  | 11,0 | 9,0  | 1,0   | −6,0 | −15,0 | −28,0 | −28,0 |
| Átl. csapadékmennyiség (mm)   | 29    | 38    | 55    | 94   | 130  | 140  | 101  | 112  | 106   | 89   | 54    | 44    | 992   |
| Havi napsütéses órák száma    | 184   | 174   | 224   | 258  | 285  | 306  | 329  | 294  | 241   | 214  | 155   | 147   | 2810  |
| Forrás: NOAA, (sun 1972–1990) |       |       |       |      |      |      |      |      |       |      |       |       |       |

## Története
Kansas Cityt 1838-ban alapították, mint „Town of Kansas” (Kansas városa) és 1850-ben jegyezték be jelen formájában. A város az amerikai polgárháború alatt több csata, köztük a westporti csata helyszínéül is szolgált.

## Gazdaság
A településen található az Union Pacific Railroad egyik rendezőpályaudvara.
Itt található a Canadian Pacific Kansas City vasúttársaság amerikai székhelye.

## Testvérvárosok
- Sevilla, Spanyolország (1967)
- Kurasiki, Japán (1972)
- Morelia, Mexikó (1973)
- Freetown, Sierra Leone (1974)
- Tajnan, Kínai Köztársaság (1978)
- Hszian, Kína (1989)
- Guadalajara, Mexikó (1991)
- Hannover, Németország (1993)
- Port Harcourt, Nigéria (1993)
- Arusha, Tanzánia (1995)
- San Nicolás de los Garza, Mexikó (1997)
- Ramla, Izrael (1998)
- Metz, Franciaország (2004)

## Fordítás
Ez a szócikk részben vagy egészben a Kansas City, Missouri című angol Wikipédia-szócikk ezen változatának fordításán alapul.  Az eredeti cikk szerkesztőit annak laptörténete sorolja fel. Ez a jelzés csupán a megfogalmazás eredetét és a szerzői jogokat jelzi, nem szolgál a cikkben szereplő információk forrásmegjelöléseként.